# Càmer
|  | Per la localitat de l'Uruguai vegeu Came (Uruguai) |

Càmer (en francès Came i en basc Akamarre), és una comuna occitana de la Nafarroa Beherea (Baixa Navarra), un dels set territoris que formen Euskal Herria, al departament dels Pirineus Atlàntics i a la regió de la Nova Aquitània. Limita amb les comunes de Hastings, Uèiregave i Òrtavièla (Landes) al nord, Lèren i Sent Pèr de Lèren a l'est, Bidaishe a l'oest, La Bastida de Vièlafranca i Arancon al sud-est i Arrueta-Sarrikota i Vergüei e Vièlanava al sud.

## Demografia
| Evolució de la població |       |       |       |       |       |       |       |       |
| 1793                    | 1800  | 1806  | 1821  | 1831  | 1836  | 1841  | 1846  | 1851  |
| 1 666                   | 1 636 | 1 660 | 1 274 | 1 793 | 1 820 | 1 775 | 1 740 | 1 709 |

| 1856  | 1861  | 1866  | 1872  | 1876  | 1881  | 1886  | 1891  | 1896  |
| ----- | ----- | ----- | ----- | ----- | ----- | ----- | ----- | ----- |
| 1 667 | 1 571 | 1 581 | 1 541 | 1 485 | 1 555 | 1 524 | 1 588 | 1 382 |

| 1901  | 1906  | 1911  | 1921  | 1926  | 1931  | 1936  | 1946  | 1954  |
| ----- | ----- | ----- | ----- | ----- | ----- | ----- | ----- | ----- |
| 1 428 | 1 424 | 1 467 | 1 312 | 1 311 | 1 215 | 1 172 | 1 086 | 1 026 |

| 1962 | 1968 | 1975 | 1982 | 1990 | 1999 | 2006 | 2011 | 2016 |
| ---- | ---- | ---- | ---- | ---- | ---- | ---- | ---- | ---- |
| 870  | 766  | 728  | 738  | 705  | 681  | -    | -    | -    |

| 2019 | - | - | - | - | - | - | - | - |
| ---- | - | - | - | - | - | - | - | - |
| -    | - | - | - | - | - | - | - | - |